# Alexander Gottschalk von Sengbusch

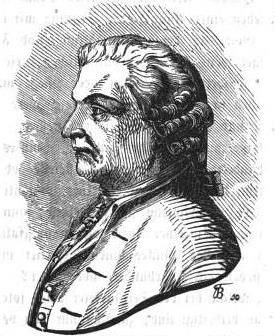
Alexander Gottschalk von Sengbusch (Holzschnitt von 1862, nach einer Büste von Hugo Hagen)

Alexander Gottschalk von Sengbusch (* 28. Januar 1738 in Riga; † 8. oder 9. Februar 1800 ebenda) war Kaufmann und Bürgermeister in Riga.

## Leben

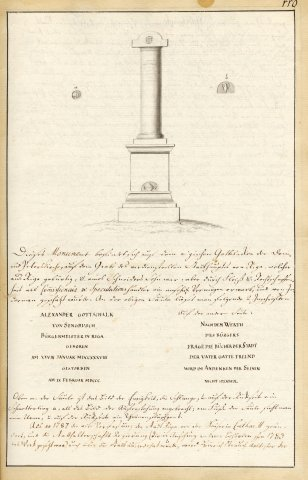
Grabmal in Riga

Alexander Gottschalk Sengbusch war Sohn des Schneidermeisters und Ältermanns des Schneideramtes in Riga Cord Sengbusch. Er begann 1751 eine kaufmännische Lehre in Riga und hielt sich 1751 bis 1753 in Litauen auf, um die polnische Sprache zu erlernen. 1762 wurde er von einem Kaufmann in Riga als Kompagnon aufgenommen und unternahm 1762 und 1763 Geschäftsreisen, die ihn nach Deutschland und Dänemark führten. Sengbusch wurde 1769 Alleininhaber des Geschäfts. Er engagierte sich im Ehrenamt berufsständisch und sozial in Riga. 1785 gründete er dort ein Armenhaus.
1787 wurde eine neue Stadtverfassung eingeführt, die die Beschränkung der Macht auf die traditionellen drei „Stände“ (Magistrat, Große Gilde und Kleine Gilde) überwand und breiteren Kreisen der Bürgerschaft ein Mitspracherecht eröffnete. Dazu wurde die Bürgerschaft in sechs „Klassen“ eingeteilt:
1. „besitzliche“ (d. h. Haus und Grund besitzende) Einwohner
2. Kaufleute (gegliedert in drei Gilden)
3. Handwerker
4. Fremde und „Gäste“ (insbesondere Handeltreibende) aus anderen Städten
5. „namhafte“ Bürger (d. h. aufgrund ihres „Namens“ = Ansehens in die Bürgerschaft Aufgenommene)
6. Beisassen.

Mit Einführung der neuen Ratsverfassung der Stadt Riga übernahm er zahlreiche kommunalpolitische Aufgaben und wurde Ratsherr der Stadt. Von 1790 bis 1796 war er Stadthaupt in Riga und wurde nach Aufhebung der neuen Stadtverfassung 1796 Bürgermeister Rigas. Mit Diplom vom 28. November 1796 wurde er von Kaiser Franz II. in Wien in den Reichsadelsstand erhoben. 
Seine Firma A. G. Sengbusch ging schon vor seinem Tod auf seinen Sohn Conrad von Sengbusch über. Der Pastor Alexander von Sengbusch war sein Enkel.